# Karel Skalička
Karel Skalička (Carlos Skalicka) (1. listopadu 1896, Praha – 10. prosince 1979, Buenos Aires) byl československý a později argentinský šachista, mistr ÚJČŠ od roku 1919, právník a signatář protokolu o založení FIDE za Československo roku 1924.

## Život
Karel Skalička hrál úspěšně na celé řadě turnajů. Vyhrál například roku 1923 turnaj v Praze, roku 1924 se dělil v Praze o první místo s Karlem Hromádkou, roku 1925 skončil v Bromley druhý za Hermanisem Matisonsem, roku 1930 v Praze druhý za Salomonem Flohrem a roku 1933 opět v Praze druhý za Karlem Opočenským.
Karel Skalička byl společně s Karlem Hromádkou, Janem Schulzem a Karlem Vaňkem1 členem československého mužstva, které zvítězilo na první neoficiální šachové olympiádě roku 1924 v Paříži.
Kromě toho se Skalička zúčastnil tří oficiálních šachových olympiád:
- roku 1931 v Praze, kdy společně se Salomonem Flohrem, Karlem Opočenským, Karlem Gilgem2 a Josefem Rejfířem vybojoval třetí místo,[4]
- roku 1933 ve Folkestone, kdy společně se Salomonem Flohrem, Karlem Opočenským, Karlem Treybalem a Josefem Rejfířem vybojoval druhé místo).[5]
- roku 1939 v Buenos Aires, kde reprezentace Protektorátu Čechy a Morava skončila na šestém místě.[6]

Po skončení šachové olympiády v Buenos Aires se Skalička z politických důvodů (nacistická okupace) nevrátil do vlasti, nakonec zůstal v Argentině natrvalo a pro svět se stal známý jako Carlos Skalicka. Roku 1945 zde skončil na turnaji v Quilmes na druhém až pátém místě (vyhrál Gideon Ståhlberg) a roku 1946 pak společně s René Letelierem zvítězil v Buenos Aires na turnaji Círculo La Régence.